# Идеологическая диверсия
Идеологи́ческая диве́рсия — термин, который официально использовался в СССР на государственном уровне в качестве определения проявлений некоммунистического мировоззрения вследствие прямого или косвенного влияния антисоветской «буржуазной» или «западной» психологии и образа мышления.

## История понятия
Впервые понятие «идеологические диверсии» появилось в советском политическом лексиконе в 1919 г. в период Гражданской войны.
Его употребление связывалось с борьбой большевизма за установление коммунистического мировоззрения и подавлением традиционной для тогдашнего российского общества этики и морали. Понятие имеет ярко выраженный антагонистический, военный характер, как и следующие, ему сопутствующие: «идеологический фронт», «боец идеологического фронта», «идеологическая борьба» и т. п.
В послевоенное время (после 1945 г.), в связи с началом «холодной войны» и продолжением противостояния с капиталистически миром, — понятие стало употребляться более активно, оно вошло в повседневный инструментарий и лексикон идеологической работы КПСС всех уровней. Более широкое применение и практическое приложение термин получил в работе таких секретарей ЦК КПСС по идеологии, как А. А. Жданов и М. А. Суслов.
В 1960-е — 1980-е годы под понятие «идеологическая диверсия» подводится инакомыслие, рассматриваемое на государственном уровне как результат деятельности антисоветской пропаганды. Для работы на «идеологическом направлении» в 1967 г. было создано 5-е управление КГБ, в чьи задачи входила борьба с «идеологическими диверсиями».

## Определения «идеологической диверсии»
«Советская военная энциклопедия» и «Военный словарь» определяли идеологическую диверсию как «подрывные акции провокационной пропаганды империалистических государств, направленные против социалистических и развивающихся стран, одна из форм проявления „психологической войны“.»
В данных изданиях утверждалось, что «Усилия идеологов империализма направлены на то, чтобы подорвать единство и сплочённость социалистич. стран и их армий, подогреть националистич. пережитки, насадить аполитичность, индивидуализм, корыстолюбие и др. черты бурж. идеологии и морали. В И. д., рассчитанных на воинов социалистич. армий, делается попытка дискредитировать руководящую роль коммунистич. и рабочих партий в вооруж. силах, опорочить деятельность командиров, политорганов, парт., и комсомол., организаций по воспитанию военнослужащих в духе высокой идейной убеждённости, патриотизма и социалистич. интернационализма. Особым нападкам подвергается боевое содружество социалистич. стран и их армий, Организация Варшавского Договора.»
«Контрразведывательный словарь», изданный в 1972 году Высшей школой КГБ, утверждал, что идеологическая диверсия — «одна из основных форм подрывной деятельности разведывательных и иных специальных служб империалистических государств, их идеологических и пропагандистских центров, представляющая собой агитационно-пропагандистские либо разведывательно-организационные действия. Мероприятия и операции, осуществляемые специальными силами и средствами и направленные на инспирирование, стимулирование и использование антисоциалистических тенденций, процессов и сил в целях подрыва или ослабления государственного и общественного строя в каждой отдельной социалистической стране, а также единства и содружества социалистических стран. Основное острие идеологических диверсий направлено против Советского Союза — главной и решающей силы, стоящей на пути разбойничьих устремлений империализма. Идеологические диверсии против социалистических стран антикоммунистические центры и разведывательные органы империалистических государств осуществляют в виде оказания средствами подрывной пропаганды враждебного идеологического и политического влияния на граждан социалистических стран (подрывная пропаганда) и в виде создания внутри социалистического общества нелегальных оппозиционных групп и организаций, установления и налаживания с ними организационных связей и взаимодействия, склонения их к осуществлению подрывной деятельности против социалистического строя и обеспечения их необходимыми для этого средствами (разведывательно-организационная антисоветская деятельность). Оба эти вида идеологической диверсии тесно связаны между собой.
Конечной целью идеологической диверсии является стремление ликвидировать общественный и государственный строй социалистических стран либо так их ослабить, чтобы они оказались неспособными противостоять вооруженной агрессии империализма.
Идеологическая диверсия посягает на все сферы общественной жизни социалистических стран — идеологию, политику, экономику, мораль, право, культуру, науку. Однако инспирирование и стимулирование антисоциалистических тенденций и процессов во всех этих сфера спецслужбы противника подчиняют политическим целям — целям подрыва и ослабления социалистического государства. Поэтому в каждой акции идеологической диверсии необходимо вскрывать политические подрывные цели, которые нередко тщательно маскируются. Идеологическая диверсия представляет собой противоправную деятельность, связанную с вмешательством во внутренние дела социалистических стран».

## Примеры употребления
В борьбе двух мировоззрений не может быть места нейтрализму и компромиссам. Здесь нужна высокая политическая бдительность, активная, оперативная и убедительная пропагандистская работа, своевременный отпор враждебным идеологическим диверсиям. — Брежнев Л. И. Отчет ЦК КПСС и очередные задачи партии в области внутренней и внешней политики.

Идеологическая диверсия осуществляется в самых различных формах: от попыток создания антисоветских подпольных групп и прямых призывов к свержению Советской власти (есть еще и такие) до подрывных действий, которые проводятся под флагом «улучшения социализма», так сказать, на грани закона.— Из выступления председателя КГБ СССР Ю. В. Андропова на пленуме ЦК КПСС 27 апреля 1973 г. 

Идеологическая диверсия осуществляется в области, охватывающей политические, философские, правовые, нравственные, эстетические, религиозные и другие взгляды и идеи, то есть в сфере идеологии, там, где ведётся борьба идей. Но она не является обычной идеологической борьбой, которая объективно вытекает из реального существования двух противоположных систем. Идеологическая диверсия — это прежде всего форма подрывной деятельности империализма против социализма. Её цель — ослабление, расшатывание социалистического строя. <...> Идеологическая диверсия строится целиком и полностью на лжи, на подтасовке и грубейшем извращении фактов. <...> В новых, изменившихся условиях империалистические круги пытаются добиться прежних целей с помощью подрыва социализма изнутри, используя различные рычаги, в том числе и идеологическую диверсию. <...> Империалистические спецслужбы пытаются проникнуть во все идеологические сферы, использовать в своих целях как острые политические проблемы, так и такие, лишённые на первый взгляд прямых связей с политикой, вопросы, которые относятся к сфере нравов, вкусов, бытовых привычек людей. Они стремятся «работать» и с фронта, и с флангов, применяя различные средства, от внешне безобидных до откровенно враждебных. <...> Теперь империализм действует более тонко. Он стремится «подстраиваться» под процессы дальнейшего совершенствования и развития всех сторон нашей общественной жизни, социалистической демократии. И в этой связи начинает истошно кричать о «несовершенстве» социалистического строя, о «недостатке» прав и свобод в нашей стране, о необходимости «улучшения социализма», и всё это делается, разумеется, в духе буржуазного толкования. <...> Он стремится повернуть человека против социализма или по меньшей мере идейно его опустошить, возбудить в нём чувства эгоизма, недоверия, неуверенности, посеять аполитичность, затуманить и отравить его сознание националистическими предрассудками, поколебать его коммунистическую убеждённость. Ведь именно морально опустошённый, политически бесхребетный, падкий на всякого рода сенсации и слухи человек в первую очередь становится жертвой идеологической диверсии.— Из выступления председателя КГБ СССР Ю. В. Андропова на совещании в КГБ СССР в феврале 1979 г.